# Schloss Batthyány (Ludbreg)

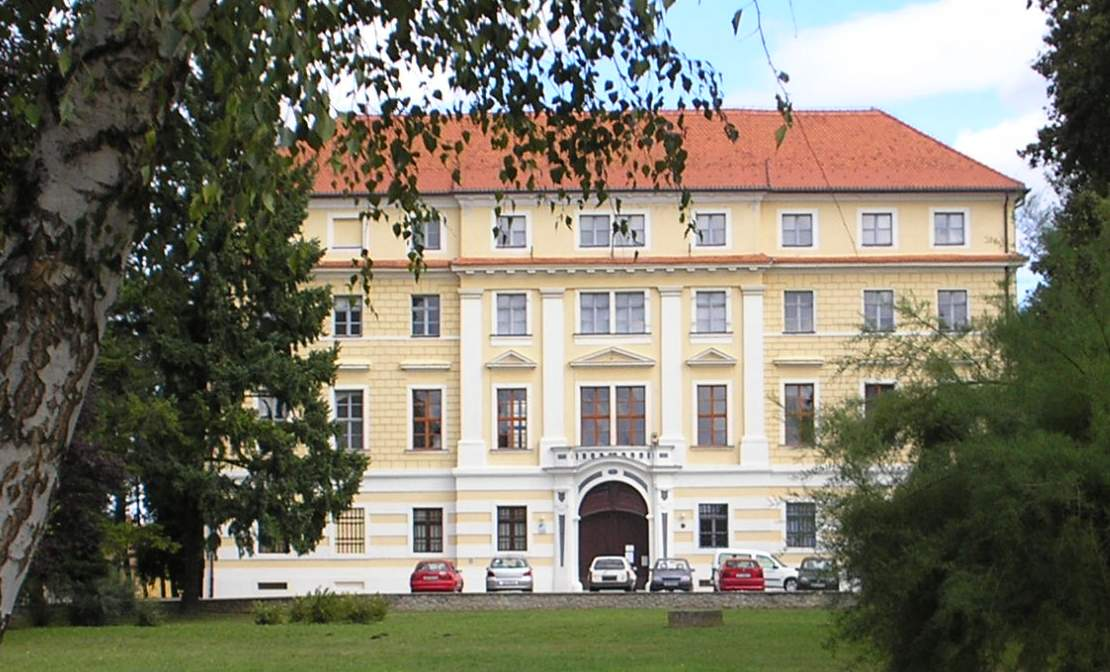
Schloss Batthyány in Ludbreg

Schloss Batthyány (kroatisch: Baćan) ist ein Barockschloss in Ludbreg in der Gespanschaft Varaždin im nördlichen Kroatien.
Wo heute das Schloss ist, wird 1320 eine Festung erwähnt. Während der Türkenkriege gehörte das Fort der Familie Turoczy und hatte einen viereckigen Grundriss mit runden Türmen an den Ecken. Am Ende des 17. Jahrhunderts werden der kroatische Ban Adam II. Batthyány und seine Frau Eleonore Strattmann Besitzer, denen zunächst nur ein paar Zimmer zu Wohnzwecken geeignet schienen.
Eine umfassende Renovierung des Schlosses wurde von Graf Ludwig Batthyány 1745 veranlasst und zog sich über mehrere Jahrzehnte hin. Sie wird dem bedeutenden steirischen Architekten Josef Hueber zugeschrieben, der das alte Fort in die neue barocke Schlossanlage umbaute. Das neue Schloss hat ebenfalls einen quadratischen Grundriss mit Innenhof und besaß ursprünglich statt des jetzigen obersten Geschosses ein monumentales Mansarddach.
Im Schloss befindet sich die Kapelle St. Kreuz, wo 1411 nach der Legende ein Bekehrungswunder Blut in Wein verwandelte. Die heutige Kapelle enthält barocke Wandmalereien, die 1753 der Maler Michael Peck aus Nagykanizsa schuf.
Neben der Burg gibt es zwei Nebengebäude, von denen das im Westen das wichtigere ist. Dieses war ursprünglich der Sitz des Stadtrichters. In ihm ist ein Sallaterain (oder Sala Terrena), in dem sich Wandmalereien befinden, die wohl aus der gleichen Zeit wie die in der Kapelle stammen.
Das Ludbreger Schloss wurde in den 1990er Jahren renoviert und beherbergt das Kroatische Institut für Restaurierung.